# 许洛仁
许洛仁（578年—662年5月9日），字济，博陵安喜（今河北省定州市）人。唐初大将，曾两次献马给唐太宗李世民，李世民称赞他“此人家中恒出好马”，昭陵六骏之一拳毛即他所献的“洛仁騧”。兄许世绪是唐高祖晋阳起兵功臣之一。

## 家世
曾祖，魏开府仪同三司。祖许彪，魏瀛洲刺史，齐仪同三司、善元郡守、武川镇将、袭爵宁国县公。父许康，周镇西将军，赠梁州刺史、江夏县开国公。

## 生平
李渊父子在晋阳起兵时，许洛仁跟随李世民拘禁晋阳郡丞高君雅、都尉王威等，以功授朝散大夫，任内营领兵队主。此后取汾州，平柏壁，破宋老生军，击蒲州大阵，从平京城长安，积前后劳效，赐物七百段。武德元年，拜三卫车骑，与侯君集、段雄、乔轨等人，并为幕府功臣。
他参加了征讨薛仁杲、王世充、窦建德的各场战役，在武牢关下，进献騧马一匹给秦王李世民，李世民每临阵指挥，必乘此马，圣旨自谓其目，号曰「洛仁騧」（即拳毛騧）。李世民即位后，修建昭陵时，命刻昭陵六骏石图像，置于昭陵北门。
武德九年许洛仁以公事去官。其年授大明府别将，寻转本府统军。贞观二年除右卫原城府统军，后任左武卫将领，于玄武门宿卫供奉。贞观九年加云麾将军，行右武卫中郎将。贞观十七年行左监门中郎将，授上护军。贞观十八年除左监门将军。
唐太宗征讨高句丽时，行至许洛仁家乡定州，在宴会上向太宗推荐乡亲十六七人，受到太宗慰劳赐物，赍绢一百匹，令与乡亲十日聚宴，加上柱国。
贞观二十三年，许洛仁再次以公事解任，不久唐高宗顾念他为先朝功臣，让他以云麾将军朝参朔望，禄赐同京官，防阁三分减一。加冠军大将军，勋封如故。龙朔二年四月十六日薨于〇义里私第，春秋八十有五。诏赠使持节、都督代忻朔蔚四州诸军事、代州刺史。陪葬于昭陵，谥曰勇公。其年十一月十七日，葬於昭陵安乐乡之原。
夫人襄邑县君宋氏，讳善主，字令仪，春秋九十有九，薨於金城坊里第。

## 许洛仁碑
许洛仁碑原来存于陕西醴泉县赵镇新寨村东约300米处许洛仁墓前，1975年移入昭陵博物馆。碑立于唐高宗龙朔二年（662年）十一月。碑身首高3.38米，下宽1.20米，厚36厘米。碑额篆书，题“大唐故冠军大将军代州都督许公之碑”十六字。碑文正书，共39行，满行77字。碑下部磨损严重，字迹不清。

唐故左监门将军冠军大将军使持节都督代忻朔蔚四州诸军事代州刺史上柱国许公之碑

　　盖闻在天成象，辰纬昭其度；在地成形，山岳閟其宝。氤氲感会，孕育英灵。吐秀降神，匡周翼汉。（阙三十四字）勋，茂耿贾之洪烈。爰披荆棘，遂偶会昌，望古为邻，庶可扬榷。

　　公讳洛仁，字济，博陵安喜人也。始自颍川，徙焉（阙三十六字）列於东鲁；春秋〇恩；锡珪显於西京。外戚岂惟叔重，博物立言不朽，固亦子将清鉴，月旦称工。年祀绵邈，英贤接武。曾祖（阙二十六字）初〇〇〇照情田。玄庆清风，独开心镜，即安乐土，权居晋阳。祖彪，齐仪同三司、善元郡守、武川镇将、袭爵宁国县公。蕴匮称奇，兼姿（阙三十二字）荡都督、梁州刺史、江夏县开国公。学穷训诂，智周微忽；言多去伐，动必师古。建旟杖节，恩洽去思；开国承家，义光分社。公禀淳粹之姿，（阙二十五字）便率童幼，共成军旅。有相者见之，雅相推挹，叹曰：「此儿即公侯子孙，必复其始。年甫弱冠，气盖关河。节慕原、尝，志凌韩、白。门多长者之辙，（阙二十三字）下地之深，熊熊有冲天之气。削迹闾巷，潜结英雄，载怀圯上之书，宁羞胯下之辱。炎灵标季，网密秋荼。前代衣冠，并令宿卫。僶俛从事，不敢告劳。（阙十九字）周室，〇〇汉川。高祖膺乐推之运，扫焚燎之苦；太宗挺乃圣之姿，救昏垫之疾。援旗冀野，杖号参墟。文皇昔在龙潜，密招英杰。（阙十五字）孙〇〇晋阳郡丞高君雅，都尉王威，擅士马之强，总甲兵之富，俱迷天命，莫悟真主。文皇引公等数人，密图讨击，二凶授首，三军告庆。昔高祖兴兵诛〇〇之〇，光武（阙十六字）之〇勋，实冠终古。即授朝散大夫。文皇引公於内营，为领兵队主，授之禁旅，委以兵机。虽滕公之诚著奉车，典韦之勤宣绕帐，弗之尚也。〇众南辕（阙十六字）饮河之〇寔繁，触山之威多有。公或蒙轮成队，或掉鞅致师，取汾州，平柏壁，破宋老生军，击蒲州大陈，皆亲领选士，屡摧勍敌。仍从平京城，积前后劳效，蒙开府赐物七百段，（阙十四字）场，预马邑之密议。武德开元，拜三卫车骑，侯君集、段雄、乔轨，皆幕府功臣，悉在部内。薛仁杲妄假大名，僭窃陇右。弗承窦融之檄，翻是〇元之谋。（阙二十一字）公以龙韬豹变之〇，〇鹰扬鹗视之姿，火烈振其英武，泉涌符其智略，勋高诸将，赏懋恒序。王充跨据伊瀍，盗乘舆之器服；窦德并吞赵魏，〇先王之〇〇。（阙十二字）诛。公内〇〇〇，出捍牧圉。洛汭邙山，风驰电击；成皋广武，雾卷冰销。虽叡策神谋，出於九天之上；而摧坚陵险，寔惟三令之威。及饮至策勋，大谕常典。〇〇以建（阙十九字）惟良将，委其连率之重，责以抚绥之术。公以羁靮之勤，屡移寒暑；推解之惠，有背心灵。眷恋鸿恩，固辞朝宠；载感天聪，遂停严会。既而妖发前〇，〇〇〇〇。公与〇〇〇〇〇等六十余人〇〇〇〇将〇莫〇〇公事去官，於时武德之九年也。其年授大明府别将，寻转本府统军。贞观二年除右卫原城府统军，以屠龙之伎，处割鸡之用。小道既〇，大〇方〇。〇年授左武卫（阙九字）爪牙。奉敕授苑北〇〇，于玄武门宿卫供奉。九年加云麾将军、行右武卫中郎将。十八年行左监门中郎将，兼峻戎章，授上护军。公翊卫钩陈，历兹永久。〇〇〇卫，匪是其（阙十二字）秋之〇，画地成图。若夫紫宸清肃，高门有阅。皇居严閟，洞户增深。金铺激日，铜鳞〇夜。爰命腹心，管其棨籥。十八年除左监门将军，自迁任监（阙十二字）衡（阙七字）之〇未足。方其〇委〇微，居上将之列，纔可匹此仪形。从尹之望既隆，顺帝之情逾切，朝夕趋侍，驱驰密勿。太宗尝从容谓公曰：“我在并（阙十二字）踈隔，每〇畴〇，不〇於怀。卿〇〇别，与朕相见，欲得时论昔日之事。”昔者王业权舆，帝图草创，太宗经纶天下，曾涉戎行，险阻艰难，备尝之矣。公於武牢关下，进騧马一匹，〇〇追风，未足〇〇〇〇；〇〇〇魏，无以匹其神速。每临阵指挥，必乘此马。圣旨自谓其目，号曰「洛仁騧」。及天下太平，思其骖服。又感洛仁诚节，命刻石图像，置於昭陵北门。夫以〇〇之〇（阙十五字）而徐〇〇壁台驭〇九〇〇，总〇连类，一向眇小。公又於万年宫进马一匹，圣情喜悦，乃亲乘御，顾谓群臣曰：“此人家中恒出好马，又能（阙二十二字）詠。五弦在御，八佾充庭。文皇尝於琵琶中度曲忖声，以示群下。上因顾问曰：“诸人有识此曲者乎？”群臣离席将对，而未有所说。公因前称曰：“此〇〇〇〇之（阙十七字）也如此。及岛夷逆命，凤盖东征，行至定州，即公之本邑。公自以幕府寮旧，顾眄隆重。乃献食上寿，并进女乐，迺诚所感，亲为举觞。因问公乡亲有何学士〇〇〇〇〇，公〇〇〇〇知〇六七人，皆仪望可观。应对问，上以公有知人之鉴，并慰劳赐物。是日赍公绢一百匹，令与乡亲十日聚宴。敬举君觞，事匪曲私之泽；过家丘冢，实惟勋故之隆。（阙十一字）驾以〇〇，加上柱国。廿三年，以公事解任，俄而阅功臣之籍，思将率之重，乃召公以云麾将军朝参朔望，禄赐同京官，防阁三分减一。主〇嗣文，追旌功伐，加冠军大将军，勋封如故。（阙十四字）天下太平，方隅清晏。剸兵甲而依朝伍，〇章组而狎池台。或指囷济乏，或置驿招士。赵瑟秦筝，将雏集凤；韩歌楚袂，飞尘留客。方谓玉醴延年，〇神锡寿。〇〇〇克（阙十一字）从朝露。粤以龙朔二年四月十六日薨于〇义里私第，春秋八十有五。皇帝叹岁月之居诸，听鼓鼙而恻怆，賵赠之仪，有加常典。乃下诏曰：「故冠军大将军许洛仁，〇效〇勤，预〇攀附，一从驱策，〇移年序。膺任寄于爪牙，〇〇〇于封〇。兵〇既晏，宠命逾隆，方肆优闲，奄伤沦逝，宜加褒锡，式旌泉壤。可赠使持节都督代忻朔蔚四州诸军事、代州刺史，〇〇〇〇赐〇，陪葬于昭陵。赐绢布二百段。丧事所须，并宜官给。令京官六品一人为其检校，并度三人出家，以追冥福。」谥曰：「勇公」，礼也。即以其年十一月十七日，葬於昭陵安乐乡之原。惟公〇宇宏邈，器范〇〇。〇〇〇〇，鄙其糟粕。深明奇〇，〇〇率然。英规叶其武毅，雄勇展其秘诀。早符白水之祥，妙辩黄龙之运。太宗文皇帝上迴乾轴，下缉坤维。畅一德而拯黎萌，驾三杰而御宇宙。（阙十二字）欃枪斯灭。公言从沛泽，厕迹昆阳。六辅振其威声，两河宣其智力。金鼓之下，气袭万夫；玉帐之前，算居九变。取睽之妙，云惊菆末；击猨之伎，电骇〇〇。以百战百胜之师，取七纵七擒之敌。故〇〇〇〇〇，风尘〇迹。〇〇青紫，自家形国。移孝尽忠，至性埒乎荀、何，庸勋齐乎绛、灌。而子房凤戢，莫遂赤松之游；张〇鵀巢，俄轸白驹之叹。朱棺玄甲，永侍茂陵之〇；壮志英姿，长〇〇〇之〇。虽九〇〇〇，千载犹生。其子行〇，奄丁荼毒，倏变炎凉。痛殷疮巨，毁将灭性。为至德之首，居要道之极，既峻祁连之墓，且开京兆之阡。以为东观纪言，随简策而方蠹；南宫画像，与丹青而〇〇。〇金石之长存，〇〇之无纪。其词曰：

华阳应录，颍川祚土。昭彰八代，舄奕千古。承此丕基，介斯多祜。功显官族，宦谍画图。

景福玄感，降生时杰。〇〇〇〇，〇〇〇烈。〇〇〇〇，〇〇〇〇。〇〇山川，志凌霜雪。

五陵交结，三河侠游。含孚概日，杖义横秋。或轻车马，亦敝衣裘。驱驰原孟，藉甚公侯。

於惟玄鉴，照临先觉。壮志纷纭，奇材卓荦。预明〇〇，先知〇〇。〇〇〇〇，〇〇〇〇。

〇〇〇〇，〇〇〇〇。〇力关中，〇勤垓下。〇箭开石，飞声振瓦。厄等纵鞭，艰同授马。

黄图禁闼，紫极兵栏。表忠书令，拜将升坛。或清玉轨，爰膺帝难。雄图肃肃，武义桓桓。

山辉〇洁，〇〇〇〇。〇〇〇〇，〇〇〇〇。〇〇〇〇，〇〇〇〇。东阁延宾，西园得〇。

北堂明月，中闺绮罗。云霞独远，丝竹相和。逶迤朝请，从容薜萝。寿锡难老，功被登歌。

东川阅水，西阶启藏。泽厚赐荣，勋高〇〇。〇〇〇〇，〇〇〇〇。〇〇〇〇，〇〇〇〇。